# ستيوارت موراي
ستيوارت موراي هو سياسي كندي، ولد في 24 نوفمبر 1954.